# Mutubey, Altınyayla
Mutubey là một xã thuộc huyện Altınyayla, tỉnh Sivas, Thổ Nhĩ Kỳ. Dân số thời điểm năm 2011 là 274 người.